# マリー・ルイーズ・ダスプルモン
マリー・ルイーズ・ダスプルモン（Marie Louise d'Aspremont, 1651/1652年 - 1693年10月23日）は、フランスの貴族女性。マリー・ルイーズ・ダプルモン（Marie-Louise d'Apremont）とも表記される。

## 生涯
シャルル・ダスプルモン伯爵（1620年 - ?）とその妻マリー・フランソワーズ・ド・マイイ（? - 1702年）の間の娘。父方はロレーヌ地方の古参の貴族アスプルモン家のソルシー（Sorcy）及びロンビーズ（Rombise）、ナントゥイユ男爵領（baron de Nanteuil）を伝領していた分家。母方の祖母イザベル＝クレール＝ウジェニー・ド・クロイ＝ソルルは、クロイ公エマニュエルの玄祖父の妹にあたる。
1665年7月17日、ロレーヌ公シャルル4世と結婚。花嫁が14歳頃だったのに対し、夫の公爵は61歳の高齢だった。さらに公爵は、イザベル・ド・リュドルと一旦は婚約しながらこれを破棄し、マリー・ルイーズを3番目の妻に迎えたのだった。シャルル4世とは子をもうけないまま1675年に死別した。
1679年、マンスフェルト侯ハインリヒ・フランツ・フォン・マンスフェルトと再婚、間に2人の娘をもうけた。
- マリア・アンナ（1680年 - 1724年） - 1699年ザルム＝ホーホストラーテン伯ヴィルヘルム・フロレンティンと結婚
  - ザルム＝ザルム侯ニコラウス・レオポルト（1701年 - 1770年）→ ザルム＝ザルム家
- マリア・エレオノーラ（1682年 - 1747年） - 1703年従兄カール・フランツ・フォン・マンスフェルトと結婚、夫がマンスフェルト侯位を相続
  - ハインリヒ・フランツ2世（1712年 - 1780年） - マンスフェルト侯
    - ヨーゼフ・ヴェンツェル（1735年 - 1780年） - マンスフェルト侯
    - マリア・イザベラ（1750年 - 1794年） - 1771年コロレード＝ヴァルトゼー侯フランツ・デ・パウラ・グンダカル1世（ドイツ語版）と結婚　→コロレード＝マンスフェルト家

## 引用・脚注
1. ↑  http://genealogy.euweb.cz/lorraine/lorraine5.html#C4
2. ↑  表記の揺れは、アプルモン＝ラ＝フォレ（英語版）に由来する家名が、アスプルモンとも表記されてきたために起きている。
3. ↑  http://genealogy.euweb.cz/croy/croy8.html#PS
4. ↑  https://www.genealogieonline.nl/genealogie-richard-remme/I3895.php